# ۱۶۳۷ (میلادی)
۱۶۳۷ (میلادی) هزار و ششصد و سی و هفتمین سال تقویم میلادی است.

## زادگان
- ۱ ژوئن – ژاک مارکت، کاشف فرانسوی (د. ۱۶۷۵)

## درگذشتگان
- ۱۹ مه – آیزاک بکمان، ریاضی‌دان و فیلسوف هلندی (ز. ۱۵۸۸)